# Euryphagus lundii
Euryphagus lundii là một loài bọ cánh cứng trong họ Cerambycidae.